# 六觀音
六觀音，是觀音菩薩為拯救六道有情，所示現的六種化身。
天台宗智者大師認為，六觀音指的是大悲觀音、大慈觀音、獅子無畏觀音、大光普照觀音、天人丈夫觀音、大梵深遠觀音。據《摩訶止觀》卷二載，大悲觀世音破地獄道，大慈觀音破餓鬼道，獅子無畏觀音破畜生道，大光普照觀音破阿修羅道，天人丈夫觀音破人道，大梵深遠觀音破天道。
在真言宗，六觀音指的是聖觀音（即大慈觀音，救拔餓鬼道）、千手觀音（即大悲觀音，救拔地獄道）、馬頭觀音（即獅子無畏觀音，救拔畜生道）、十一面觀音（即大光普照觀音，救拔修羅道）、準提觀音（即天人丈夫觀音，救拔人道）、如意輪觀音（即大梵深遠觀音，救拔天道）。此六觀音與天台六觀音同體異名。
日本天台宗和真言宗的差異在於，以不空羂索觀音取代準提觀音為六觀音。